# Nobodyknows+
Nobodyknows (стилізується nobodyknows+) — японський хіп-хоп гурт, заснований у 1999 році.

## Історія
Nobodyknows дебютували у 2003 році на лейблі Sony Music Associated Records із міні-альбомом Nobody knows3. Вони випустили кілька хітових синглів на CD, серед яких «Kokoro Odoru», пісня, яка була використана як друга кінцева тема для аніме-серіалу SD Gundam Force і включена в гру Osu для Nintendo DS. Вони випустили свій перший альбом Do You Know?, у червні 2004 року, і дебютували під номером один у японському чарті Oricon, що є рідкісним досягненням для хіп-хоп груп у Японії.
Пізніше того ж року Nobodyknows випустили свій другий альбом під назвою 5MC&1DJ. Альбом містив пісню «Shiawase Nara Te o Tatakō»(з яп. «Якщо ви щасливі — плескайте в долоні»), яка була використана як пісня для японського релізу Kung Fu Hustle. Група залишалася в центрі уваги громадськості у 2006 році з національним туром у лютому, коли вони виступали в усіх префектурах Японії, чого раніше не робили хіп-хоп групи. Група дала свій перший закордонний концерт на Tokyo Night 2007 24 березня в Лонг-Біч, штат Каліфорнія, представивши свій стиль хіп-хоп/поп-фьюжн аудиторії в США.
Їх сингл «Hero's Come Back!!» був обраний опенінгом для аніме-телесеріалу Наруто: Ураганні хроніки, який також придав гурту достатньої популярності.

## Учасники
- Хокуроман Хан-райс (ホクロマン半ライス! ! !) — Народився 21 липня 1979
- Crystal Boy — народився 4 липня 1977
- Ясу Ічібан? (ヤス一番) — народився 29 листопада 1978
- Норі да Фанкі Шибіре-сасу (ノリ・ダ・ファンキーシビレサス) — народився 20 серпня 1980
- DJ Mitsu — народився 12 березня 1972

### Колишні
- G-ton — народився 22 січня 1975

## Важливі дати[2]
- 1-го жовтня 1999 року G-ton, DJ Mitsu, та Crystal Boy засновують гурт nobodyknows+ в Наґоя.
- 1-го січня 2000 року DJ Mitsu створює незалежний звукозаписний лейбл під назвою $TAX Records.
- 29-го серпня 2000 року EP під назвою nobody knows2 випускається.
- 5-го травня 2001 EP nobody knows2 посідає 19 місце в чарті Oricon Indies Chart.
- 1-го лютого 2002 року гурт підписує контракт зі звукозаписуючим лейблом Onenation.
- 1-го червня 2003 року Dj Mitsu ребрендує гурт з nobody knows в nobodyknows+.
- 1-го квітня 2007 G-ton залишає гурт.
- 22-го серпня 2007 року nobodyknows+ випускають їхній третій альбом під назвою Vulgarhythm, двома роками пізніше ніж другий.

## Альбоми
- Do You Know? (30 червня 2004)
- 5MC & 1DJ (2 листопада 2005)
- Vulgarhythm (22 серпня 2007)
- Best of nobodyknows+ (збірка, 11 березня 2009)
- nobodyknows+ is dead? (25 вересня 2013)
- THE FIVE WAYS (6 грудня 2017)